# See It Now
See It Now est un magazine télévisé d'information et de documentaires américain diffusé sur la chaîne de télévision CBS dans les années 1950. Créée par Fred W. Friendly et Edward R. Murrow, l'émission est présenté par Murrow. L'émission a remporté plusieurs récompenses, dont le prix Emmy en 1953, 1954, 1957, et 1958, et le prix Peabody en 1952.
L'émission était une adaptation de l'émission radiophonique Hear It Now, également produite par Fred W. Friendly et Edward R. Murrow.